# The Termite Club

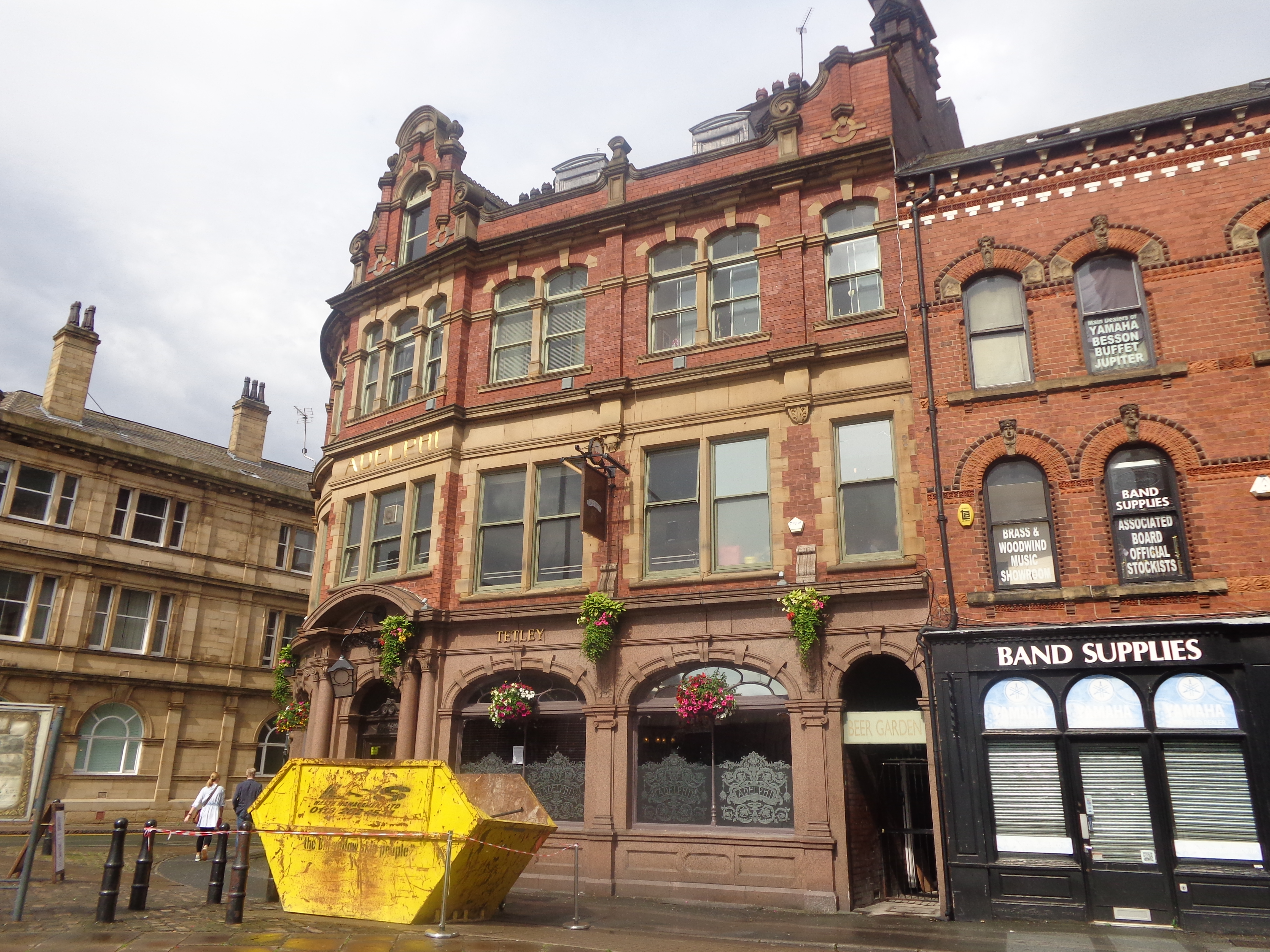
The Adelphi, Hunslet Lane, Leeds; ursprüngliche Veranstaltungsstätte des Termite Club

The Termite Club war eine Initiative und ist eine Spielstätte für Jazz und Improvisationsmusik in Leeds.

## Geschichte
The Termite Club wurde 1983 in Leeds u. a. von Alan Wilkinson, Paul Hession, Paul Buckton und John Mark McMillan gegründet und hatte bis 2010 großen Einfluss auf die Szene experimenteller Musik in der Stadt, schrieb The Wire. Die Initiative fungierte als Promoter experimenteller Konzerte; als Veranstaltungsort diente zunächst häufig das Adelphi.
Im Rahmen des Termite Club entstanden seit 1987 Konzertmitschnitte u. a. von Tony Oxley, Fred Frith, Paul Hession, Frode Gjerstad, Lol Coxhill und Simon H. Fell. Nach dem Ende der Initiative im Jahr 2010 wurde der Termite Club 2015 an neuem Ort (161 Woodhouse Lane) reaktiviert.

## Diskographische Hinweise
- Lol Coxhill / George Haslam / Paul Hession / Paul Rutherford / Simon H. Fell: Termite One (Bruce’s Fingers, 1990)
- Paul Hession / Alan Wilkinson / Simon H. Fell & Paul Buckton / John McMillan / Simon H. Fell: Termite Two (Bruce’s Fingers, 1990)
- Simon H. Fell: Music for 10(0) (Leo Lab, 1995)
- Frode Gjerstad / Nick Stephens / Paul Hession: Live at The Termite Club (Loose Torque, rec. 2003)
- Fred Frith / Tim Hodgkinson: Live Improvisations (Woof Records, 1990)
- Paul Hession / Alan Wilkinson / Simon H. Fell: The Horrors of Darmstadt (Shock, 1994)
- Joe McPhee & Paul Hession: A Parallax View (Slam 2006)